# Astèrix a Bèlgica
 Astèrix a Bèlgica (francès: Astérix chez les Belges) és el vint-i-quatrè àlbum de la sèrie Astèrix el gal, creada pel guionista René Goscinny (1926-1977) i el dibuixant Albert Uderzo (1927-2020). L'original francès va paréixer al diari Le Monde com a fulletó i va ser publicat com àlbum ell 1979. Va ser traduït al català per Víctor Mora.
És el darrere àlbum de la parella Goscinny-Uderzo, com que Goscinny va morir furtivament quan encara mancaven vuit pàgines per dibuixar. Com a comiat, al banquet final va dibuixar a un costat un petit conill que se'n va plorant. Goscinny anomenava la seva esposa «mon lapin» (conillet). A partir de la pàgina 32, com a mostra de dol, el temps esdevé més plujós i el cel té una tonalitat més grisa, a més que els colors són molt més apagats que no pas en la resta de l'àlbum.

## Sinopsi
Els romans del camp fortificat de Laudanum resten traumatitzats després d'una campanya a Bèlgica, després que fins i tot Juli Cèsar hagi descrit als belgues com els més valents de tots els pobles de la Gàl·lia. Copdegarròtix, ultratjat, decideix anar-hi ell mateix per defendre la reputació dels gals celtes; i Astèrix i Obèlix l'escorten amb un lleuger entusiasme.
Arribats a Bèlgica, els gals coneixen una tribu belga i decideixen d'organitzar un concurs arbitrat pel mateix Juli Cèsar perquè sigui ell qui digui qui són els més valents; però Cèsar té altres plans…

## Al·lusions i anacronismes
Com de costum en la sèrie, l'àlbum està farcit d'al·lusions a coses típiques dels belgues, estereòtips de la publicitat turística, clucades d'ull, anacronismes i citacions de tota mena, que permeten una segona lectura divertida per a adults informats.
- La rèplica del cap belga «bel·lòvacs, suessions, eburons, atuatuques, nervians, ceutrons, grudii, levacs, pleumoxins, menapiens són els nostres noms, Belga és el nostre cognom» prové d'un vers d'Antoine Clesse (1816-1889): «Flamencs, valons són els nostres noms, belga és el nostre cognom!» (p. 14)[5]
- La rèplica del cap belga «Després de setmanes i setmanes d'esclavatge hem decidit que ja estava bé de suportar!» és una versió de La Brabançonne, l'himne nacional belga («Després de segles i segles d'esclavatge […] – Après des siècles et des siècles d'esclavage […]»)
- Quan Abaracúrcix menciona que el terreny no és gaire accidentat, el cap belga Gueuselambix li replica «En aquest pla país que és el meu, només tenim oppidums com a úniques muntanyes». És una referència a la cançó «El clar país» del cantautor Jacques Brel. Hi canta en francès les catedrals com úniques muntanyes del país pla, «Avec des cathédrales pour uniques montagnes…»[6] una frase que no es va traduir literalment en la versió catalana de la cançó per Jordi Argenté.[7]
- El poble belga té dos caps que pertanyen a dues tribus diferents: és un cop d'ull al sistema federal belga i al problema lingüístic entre Flandes i Valònia. En un dels banquets, els dos caps es barallen per un tros de llengua de porc, fins que Nicotine diu que «no hi ha res com tenir la mateixa llengua perquè la gent s'entengui».[8]
- Els Dupond i Dupont, (els detectius bessons de la sèrie Les aventures de Tintín del dibuixant belga Hergé) hi apareixen, vestits de guerrers belgues i anunciant l'arribada de Juli Cèsar en el seu estil propi: «Juli Cèsar ha arribat a Bèlgica. – Àdhuc afegiré una cosa més: Culi Jèsar ha arribat a Gèlbica». A més, els caràcters i les bafarades són segons l'estil dels àlbums de Tintin.
- La vinyeta del banquet al poble belga al final de l'àlbum està clarament inspirat en el famós quadre de Pieter Brueghel el Vell, Les noces camperoles, que es troba exposat al Museu d'Art i d'Història de Viena. (p. 47)[4]
- La batalla final parodia el desenvolupament de la batalla de Waterloo, segons l'explica Víctor Hugo a Les Châtiments. L'arribada de Cèsar a cavall (p. 39) recorda un famós quadre d'Ernest Meissonier, Napoleó en Campanya el 1814. Després, l'arribada per sorpresa d'Astèrix, Obèlix i Abaracúrcix quan sembla que Cèsar guanyarà la batalla es refereix a l'arribada dels reforços enviats per Gebhard Leberecht von Blücher, que van agafar per sorpresa Napoleó (p. 43). Finalment, davant la derrota, Cèsar ha de fugir, però abans envia la Guàrdia, igual que va fer Napoleó a Waterloo. Davant la petició de rendició, un centurió afirma «La Guàrdia mort i no es rendeix!» (com va fer el general Pierre Cambronne), però, igual que va fer la Guàrdia Imperial, la Guàrdia de Cèsar també es retira en un desordre total. (p. 45)
- Les boles disparades des de les catapultes són una al·lusió a l'Atomium de Brussel·les (especialment, el comentari d'un belga caigut que diu «però què són aquestes boles?» (p. 40)
- Quan Juli Cèsar decideix tornar a Bèlgica, abandona el Senat dient: «Aniré, veuré i venceré» en al·lusió al seu famós «Veni, vidi, vici»p.30)
- La versió francesa del còmic està trufada de belgicismes, girs típics del francès de Bèlgica, que malauradament es perden en les traduccions.[2]
- Obèlix riu quan recorda que van atacar els romans que els volien fer pagar peatge per usar la via romana. Acaba dient que «passaran segles abans que es decideixin a fer tornar a pagar».
- Tot i que els belgues afirmen que estan tips d'estar conquerits durant setmanes, la veritat és que Bèlgica ha estat conquerida i ocupada nombroses vegades durant la història.
- Obèlix es pregunta sobre l'hora d'esmorzar, car a França i a Bèlgica canvien els noms de les menjades: a França, esmorzar, dinar i sopar s'anomenen «le petit déjeuner", «le déjeuner" i «le dîner"; mentre que a Valònia són «le déjeuner", «le dîner" et «le souper".
- El nom del cap nervià Gueuselambix és un joc de paraules a partir de la cervesa belga Gueuze Lambic.
- La quantitat de menjar que consumeixen els belgues sorprèn Astèrix. Al·ludeix a la reputació dels belgues panxacontents a qui agrada menjar bo i molt. Entre d'altres, s'hi citen les patates fregides (p. 25), les cols de Brussel·les (p. 34), el waterzooi (p. 39) i els musclos (p. 46)
- Quan Astèrix demana a la parella belga per una bandera blanca, la dona la deixa la seva labor, que recorda les puntes de coixí tradicionals a Bruges (p. 34)
- El nen petit que ha d'anar corrent a fer pipí és, per descomptat, el famós Manneken Pis de Brussel·les. Abans que aparegui, Obèlix diu El veig ben ocupat, fent referència al fet que estaria orinant en aquell moment.
- Quan tornen al poblet, Astèrix diu a Panoràmix que, «en certa manera, es pot dir que els belgues i nosaltres som iguals!»
- El vaixell pirata és enfonsat de resultes d'una pedra de catapulta tornada per Obèlix. A partir d'aquest moment, els pirates faran algunes intervencions tot buscant algú que els aboni l'import del vaixell, car ells eren neutrals.
- Al banquet final, Asseguratòrix està lligat a un arbre, amb un mussol al damunt. Pel seu costat, Astèrix, referint-se a la festa belga comenta a Panoràmix «si haguessis vist quin quadre…», fent de nou l'ullet a Les noces camperoles.[4]

## Cameigs
- Eddy Merckx, el veloç missatger (p. 39)
- Pierre Tchernia, el legionari que va a donar un tomb pel bosc (p. 7/8)
- Annie Cordy, Nicotine
- Manneken Pis, el petit Manneken
- Les noces camperoles, la festa belga (p. 47)